# Eucalyptus melanophloia
Eucalyptus melanophloia, comúnmente conocido como corteza de hierro de hojas plateadas (Silver-leaved Ironbark), es una especie de eucalipto nativo de  Nueva Gales del Sur y Queensland en Australia. 

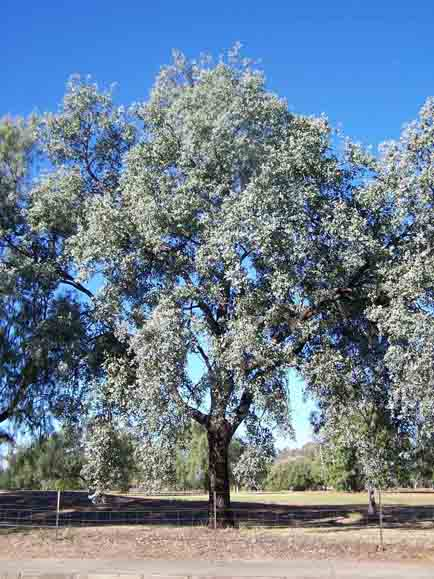
Vista del árbol

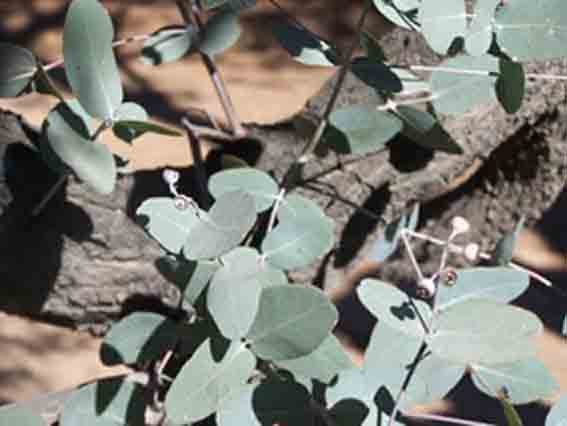
Hojas

## Descripción
Es un árbol alto, que crece a una altura de 20 metros de altura. La corteza es de color gris-negro. Las pequeñas ramas tienen una corteza verde. Las ramas jóvenes tienen glándulas de aceite, pero no en la corteza. Las hojas jóvenes son ovadas para circular de color azul y verde enharinado o esmerilado. En la mediana edad, las hojas, con una longitud y una anchura de unos 10 cm, son ovales a circulares, rectas, de color verde azulado enharinado o esmerilado. La inflorescencia son laterales o terminales con una longitud de 4 a 16 mm y un diámetro de hasta 3 mm de sección transversal. Las flores son de color blanco o casi blanco. El fruto es  esférico, semiesférico, ovoide o con forma de urna.
Nombres alternativos comunes incluyen Corteza fibrosa de hojas plateadas  (Silver-leaved Stringybark) y Corteza fibrosa de hojas anchas (Broad-leaved Ironbark).

## Taxonomía
Eucalyptus melanophloia fue descrita por Ferdinand von Mueller y publicado en Journal of the Proceedings of the Linnean Society 3: 93. 1859.
Etimología
Eucalyptus: nombre genérico que proviene del griego antiguo: eû = "bien, justamente" y kalyptós = "cubierto, que recubre". En Eucalyptus L'Hér., los pétalos, soldados entre sí y a veces también con los sépalos, forman parte del opérculo, perfectamente ajustado al hipanto, que se desprende a la hora de la floración.
melanophloia: epíteto latíno 